# Гримбург
Гримбург (њем. Grimburg) општина је у њемачкој савезној држави Рајна-Палатинат. Једно је од 103 општинска средишта округа Трир-Сарбург. Према процјени из 2010. у општини је живјело 504 становника. Посједује регионалну шифру (AGS) 7235035.

## Географски и демографски подаци
Гримбург се налази у савезној држави Рајна-Палатинат у округу Трир-Сарбург. Општина се налази на надморској висини од 460 метара. Површина општине износи 10,2 km². У самом мјесту је, према процјени из 2010. године, живјело 504 становника. Просјечна густина становништва износи 50 становника/km².